# Ташлитамак
Ташлитама́к (рос. Ташлытамак, башк. Ташлытамаҡ) — присілок у складі Давлекановського району Башкортостану, Росія. Входить до складу Імай-Кармалинської сільської ради.
Населення — 113 осіб (2010; 118 в 2002).
Національний склад:
- татари — 69 %
- башкири — 30 %